# 短吻銼齒鱂
短吻銼齒鱂，為輻鰭魚綱鯉齒目鯉齒亞目花鳉科的其中一種，分布於南美洲巴西的淡水流域，體長可達4.4公分，屬肉食性，生活習性不明。

## 擴展閱讀
維基物種上的相關：短吻銼齒鱂